# Mamadou Dembélé
Pour les articles homonymes, voir Dembélé.
Mamadou Dembélé (né le 21 janvier 1934 et mort le 9 octobre 2016) est un médecin et un homme d'État malien. Il est nommé Premier ministre par le président Moussa Traoré et exerce sa fonction entre le 6 juin 1986 et le 6 juin 1988.